# West Warren
West Warren es un lugar designado por el censo ubicado en el condado de Worcester en el estado estadounidense de Massachusetts. En el Censo de 2020 tenía una población de 721 habitantes y una densidad poblacional de 218,48 habitantes por km². Fue incluido como CDP en el censo de 2020. 

## Geografía
West Warren se encuentra ubicado en las coordenadas 42°12′42″N 72°14′08″O / 42.21167, -72.23556. Según la Oficina del Censo de los Estados Unidos,  tiene una superficie total de 3,30 km², de la cual 3,28 km² corresponden a tierra firme y 0,02 km² a agua.